# Max Nettlau
Max Nettlau (ur. 30 kwietnia 1865 w Wiedniu, zm. 23 lipca 1944 w Amsterdamie) – niemiecki anarchista i historyk.

## Życiorys
Urodził się w Neuwaldegg – obecnie dzielnicy Wiednia. Przez większość życia mieszkał w Wiedniu skąd wyemigrował w 1938, po przyłączeniu Austrii do III Rzeszy. Studiował w Londynie, gdzie wstąpił do rewolucyjnej organizacji socjalistycznej Socialist League i poznał między innymi Williama Morrisa oraz Johanna Mosta. Brał udział w obradach II Międzynarodówki. Z czasem jego poglądy wyewoluowały w kierunku anarchizmu. Spotykał się z Errico Malatestą i Piotrem Kropotkinem. Zakładał wydawnictwo Freedom Press, z którym przez wiele lat współpracował. Naukowo zajmował się językiem walijskim i otrzymał doktorat z filozofii.
Zasłynął jednak nie z działalności politycznej, czy naukowej, ale dzięki swojej pasji historyka, bibliografa i archiwisty anarchizmu. Napisał – uznaną za klasyczną – historię anarchizmu, zbierał informacje bibliograficzne, opisał biografie anarchistów (Michaił Bakunin, Errico Malatesta, Élisée Reclus), a także skompletował obszerne archiwum poświęcone anarchizmowi. W poszukiwaniu źródeł podróżował po Europie, przeprowadzał wywiady i kolekcjonował listy działaczy anarchistycznych. W 1935 roku jego archiwum zostało sprzedane do amsterdamskiego International Institute of Social History, co uchroniło je przed zniszczeniem w czasie II wojny światowej. Sam Nettlau, zagrożony prześladowaniami po "Anszlusie", pojechał za swoimi zbiorami. Przez okres wojny zajęty był porządkowaniem tych dokumentów. Zmarł na raka, mając prawie 80 lat. Hitlerowcy prawdopodobnie nigdy nie wiedzieli, że przeżył wybuch wojny oraz pracował w Instytucie.

## Wykaz publikacji
- Michael Bakunin. Eine Biographie (1896–1900)
- Bibliographie de l'Anarchie (1897)
- Geschichte der Anarchie w siedmiu tomach (1925-1931, cz. nieopublikowane lub wydane po 1945 roku)